# Jörg-Peter Findeisen
Jörg-Peter Findeisen (* 12. Mai 1943 in Grevesmühlen) ist ein deutscher Historiker, der sich insbesondere mit skandinavischer Geschichte beschäftigt.
Findeisen studierte Geschichte, Germanistik und Slawistik in Rostock. Ab 1970 war er Assistent von Konrad Fritze an der Universität Greifswald, wo er 1974 über schwedische Geschichte promoviert wurde. Das Thema seiner Dissertation lautete: Probleme der „Klassenzusammenarbeit“ in der schwedischen Gewerkschaftsbewegung: unter besonderer Berücksichtigung der Jahre 1938 bis 1950. Anschließend war er Deutschlektor im Kulturzentrum der DDR in Kairo und danach in Stockholm. 1984 habilitierte sich Findeisen in Greifswald mit der Schrift Die progressive wirtschaftspolitische Reformpublizistik in Schwedisch-Pommern im letzten Drittel des 18. Jahrhunderts. Von 1986 bis 1988 war er Dozent am Herder-Institut der Universität Leipzig und war 1988 bis 1993 Professor für Geschichte der Frühen Neuzeit an der Friedrich-Schiller-Universität Jena (Antrittsvorlesung: Der aufgeklärte Absolutismus Gustav III, erschienen in Ausgewählte Vorträge der Schiller-Universität Jena 1989). Er war unter anderem Gastprofessor in Schweden, wo er 1995 Honorarprofessor an der Universität Sundsvall wurde.
Findeisen ist insbesondere bekannt für seine Biographie über Karl XII. (Schweden).

## Schriften
- Karl XII von Schweden – Der König, der zum Mythos wurde. Duncker und Humblot, Berlin 1992, ISBN 3-428-07284-7, überarbeitete Taschenbuchausgabe: Edition Katz, Gernsbach 2005.
- Das Ringen um die Ostseeherrschaft – Schwedens Könige der Großmachtzeit. Duncker und Humblot, 1992.
- Christina von Schweden. Societäts Verlag, Frankfurt am Main 1992.
- Fürstendienerei oder Zukunftsweisendes unter feudalem Vorzeichen: wirtschaftspolitische Reformpublizistik in Schwedisch-Pommern zwischen 1750 und 1806. Sundsvall 1994.
- Gustav II Adolf von Schweden – der Eroberer aus dem Norden. Styria Verlag, Graz 1996.
- Schweden – von den Anfängen bis zur Gegenwart. Pustet Verlag, Regensburg 1997, 3. Auflage 2008
- Der Dreißigjährige Krieg – eine Epoche in Lebensbildern. Wissenschaftliche Buchgesellschaft, Darmstadt 1998.
- Dänemark – von den Anfängen bis zur Gegenwart. Pustet Verlag 1999.
- Birgitta: Gottes Botin im mittelalterlichen Europa. Lahn Verlag, Limburg 2003.
- Axel Oxenstierna. Katz Verlag 2007, ISBN 3-938047-24-0.
- mit Poul Husum: Kleine Geschichte Kopenhagens. Pustet Verlag, Regensburg 2008, ISBN 3-7917-2122-4.
- Kleine Schweriner Stadtgeschichte. Pustet Verlag, Regensburg 2009.
- Die schwedische Monarchie. 2 Bände, Kiel 2010.
- Jean Baptiste Bernadotte. Katz, Gernsbach 2010.
- Vinland. Die Entdeckungsfahrten der Wikinger von Island nach Grönland und Amerika. Ludwig, Kiel 2011, ISBN 978-3-86935-055-4.
- Christian IV. Zwischen Mythos und Wahrheit. Ludwig, Kiel 2014, ISBN 3-86935-185-3.